# Baritsu
Baritsu este o artă marțială ficțională, descrisă de Sir Arthur Conan Doyle în povestirea cu Sherlock Holmes "Casa pustie", prima din volumul Întoarcerea lui Sherlock Holmes, pentru a explica modul în care Holmes a reușit să evite căderea în Cascadele Reichenbach în timpul încleștării cu profesorul Moriarty descrise în povestirea "Ultima problemă", publicată pentru prima oară în numărul din decembrie 1893 al revistei Strand Magazine.
Prin anii 1890, Conan Doyle a devenit obosit de scrierea aventurilor lui Sherlock Holmes. El l-a ucis pe Holmes în povestirea "Ultima problemă" (1893), în care Holmes cade mortal într-o cascadă în timpul unei lupte cu dușmanul său, profesorul Moriarty.
Cu toate acestea, presiunea publicului pentru revenirea detectivului ficțional l-a făcut pe Doyle să cedeze și să-l reînvie pe Holmes într-o altă poveste, "Casa pustie", în 1901. Holmes însuși a explicat supraviețuirea lui aparent miraculoasă astfel:
„Când am ajuns la capătul potecii am stat la distanță. Nu a scos nicio armă, dar s-a repezit către mine și și-a aruncat brațele lungi în jurul meu. Știa că nu mai are ce să facă și nu mai voia decât să se răzbune pe mine. Ne-am clătinat pe marginea prăpastiei, fiind la un pas de cădere. Am ceva cunoștințe de baritsu sau sistemul japonez de luptă, care mi-au fost de folos în mai multe ocazii. Am scăpat din strânsoarea lui, iar el, urlând groaznic, s-a zbătut nebunește timp de câteva secunde și a încercat în zadar să se agațe cu mâinile. Dar, cu toate eforturile sale, el nu și-a putut menține echilibrul și a ajuns peste marginea prăpastiei. M-am aplecat peste margine și l-am văzut căzând pe o distanță lungă. Apoi, s-a lovit de o stâncă, a ricoșat și a ajuns în apă.”
De fapt, baritsu nu există în afara de paginilor edițiilor englezești ale povestirii "Casa pustie", iar despre acest cuvânt se crede că a fost o greșeală de tipar sau o bowdlerizare a artei marțiale bartitsu. Cuvântul "baritsu" a fost considerat a fi prea ezoteric de editorii americani ai lui Doyle, care au mărit confuzia înlocuindu-l cu cuvântul jiu-jitsu în edițiile americane ale povestirii.  Această confuzie de nume a persistat o mare parte a secolului al XX-lea, nedumerindu-i pe fanii entuziaști ai lui Holmes asupra termenului baritsu care a fost identificat în mod greșit cu bujutsu, sumo și judo.
Între timp, termenul baritsu și-a dezvoltat o viață proprie la sfârșitul secolului al XX-lea și s-au înregistrat în mod corespunzător faptul că personaje fictive, printre care Doc Savage și the Shadow au fost inițiați în tainele sale; despre aceștia doi din urmă s-a stabilit că știau baritsu într-un serial de benzi desenate publicat în The Shadow Strikes. Acesta a inclus, de asemenea, un set de mai multe reguli din erele victoriană și edwardiană, fiind prezentate în numeroase pastișe ale povestirilor cu Sherlock Holmes.
În seria sovietică de televiziune Aventurile lui Sherlock Holmes și ale dr. Watson, Holmes și Moriarty sunt amândoi maeștri în baritsu. Este prezentată o luptă dramatică între cei doi.

## Bartitsu
În 1982 Fromm și Soames, urmați de alții printre care Y. Hirayama, J. Hall, Richard Bowen și James Webb, au sugerat că Doyle a vrut să se refere la bartitsu, o artă marțială eclectică fondată de londonezul E. W. Barton-Wright în 1899: câțiva ani mai târziu după perioada la care s-a presupus că Holmes ar fi folosit-o, dar cu doi ani înainte de publicarea povestirii.
Nu este sigur dacă Holmes s-a referit la baritsu, mai degrabă decât la bartitsu. Este posibil ca Doyle, care, la fel ca Barton-Wright, a scris pentru revista Pearson’s Magazine la sfârșitul anilor 1890, să fi aflat vag de bartitsu și, pur și simplu, nu și-a amintit sau nu a înțeles corect ; se poate chiar să fi fost o greșeală de tipar sau o problemă legată de drepturile de autor. De asemenea, trebuie remarcat faptul că un ziar a raportat în 1890 o demonstrație de bartitsu la Londra, fiind scris greșit numele ca baritsu.

## Clubul Sherlock Holmes din Japonia
Acest club, fondat în 1977, a evoluat de la "Baritsu Chapter" (fondat în 1948) a Clubului Sherlock Holmes din New York, ca urmare a legăturilor stabilite prin acest termen între Holmes și Japonia. În anul 2011 clubul avea aproximativ 1.000 de membri.
Clubul japonez a amplasat prima placă dedicată lui Holmes la Londra, în 1953. În 2011, ei au amplasat o placă în memoria Dr. Joseph Bell, sursa de inspirație a personajului Sherlock Holmes.